# 렉서스 LS
렉서스 LS(Lexus LS)는 토요타의 고급 브랜드인 렉서스의 첫 차종이며, 렉서스의 플래그십 모델인 대형 세단이다. LS는 Luxury Sedan의 머리 글자에서 따온 것이다.

## 1세대

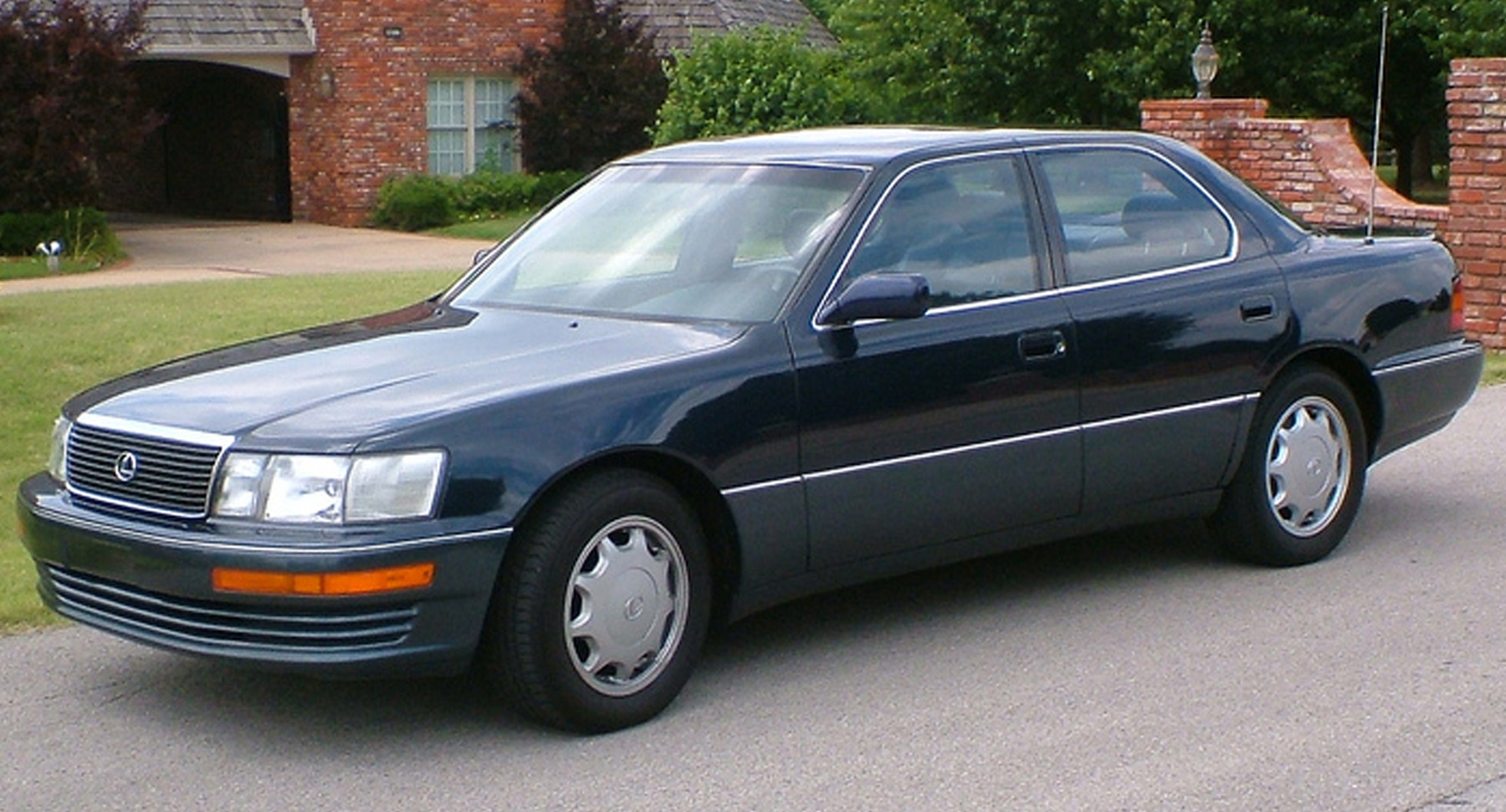
렉서스 LS 정측면

토요타는 자사의 브랜드 이미지로는 뛰어난 고급 승용차를 만들어도 세계 시장에서 크게 성공할 수 없을 거라는 판단을 하였고, 이를 통해 메르세데스-벤츠와 BMW 등과 경쟁할 수 있는 고급 브랜드 개발을 1983년에 착수하였다. 이 결과물이 1989년에 내놓은 렉서스다. 런칭 당시 ES(1세대)와 함께 선보인 LS는 기존 고급차의 단점을 보완하여 경쟁 차종에 비해 저렴한 가격과 압도적인 편의성, 정숙성, 높은 품질 등을 내세워 큰 인기를 구가했다. 렉서스의 성공은 이후 폭스바겐 등 대중차 메이커가 고급차 시장에 뛰어드는 계기가 되었다. 특히 신흥 부유층을 타겟으로 한 미국에서 큰 인기를 끌어 센세이션을 일으켰다. 렉서스가 일본에 런칭되기 전인 2005년까지는 일본에서 토요타 셀시오라는 차명으로 판매되었다. LS400은 세부 트림명으로, 400은 V8 4,000cc의 엔진이 장착된 것임을 뜻한다.

## 2세대

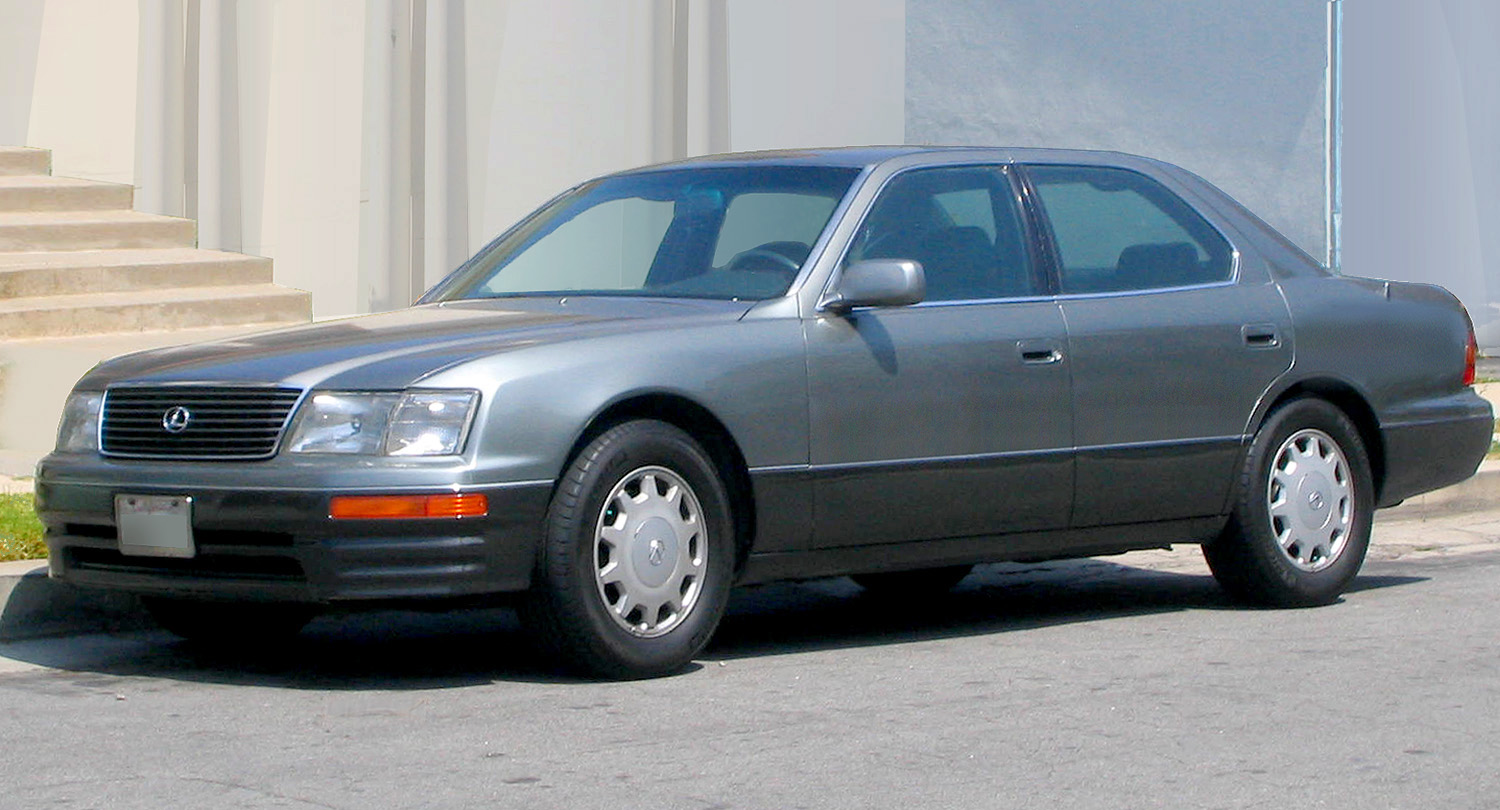
렉서스 LS(전기형) 정측면

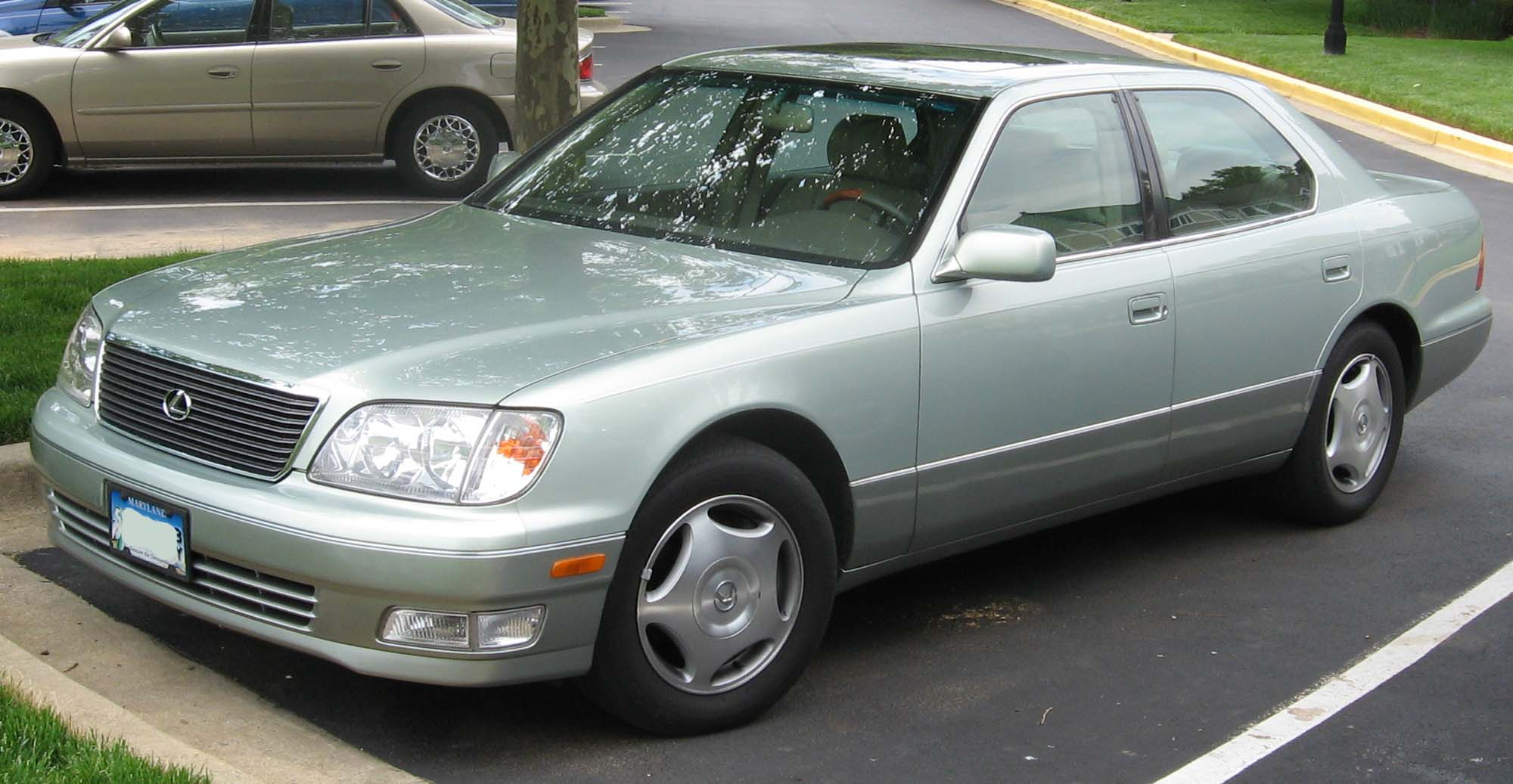
렉서스 LS(후기형) 정측면

풀 모델 체인지가 되었으나, 단순히 보았을 때는 1세대와 같은 차라고 생각이 될 정도로 디자인의 변화의 폭이 적었고, 차체 크기도 큰 차이가 없다. 그러나 차체의 기본 골격인 플랫폼이 바뀌었고, 오버행을 줄여 최소 회전 반경을 줄였다. 또한 축거가 35mm 늘어나 실내 공간이 좀 더 넓어졌다. 1997년에 페이스 리프트를 통해 기존에 연결되었던 헤드 램프와 라디에이터 그릴이 분리되었고, 스포티한 느낌도 가미되었다. 엔진은 1세대와 마찬가지로 V8 4,000cc의 엔진이 장착되었다.

## 3세대

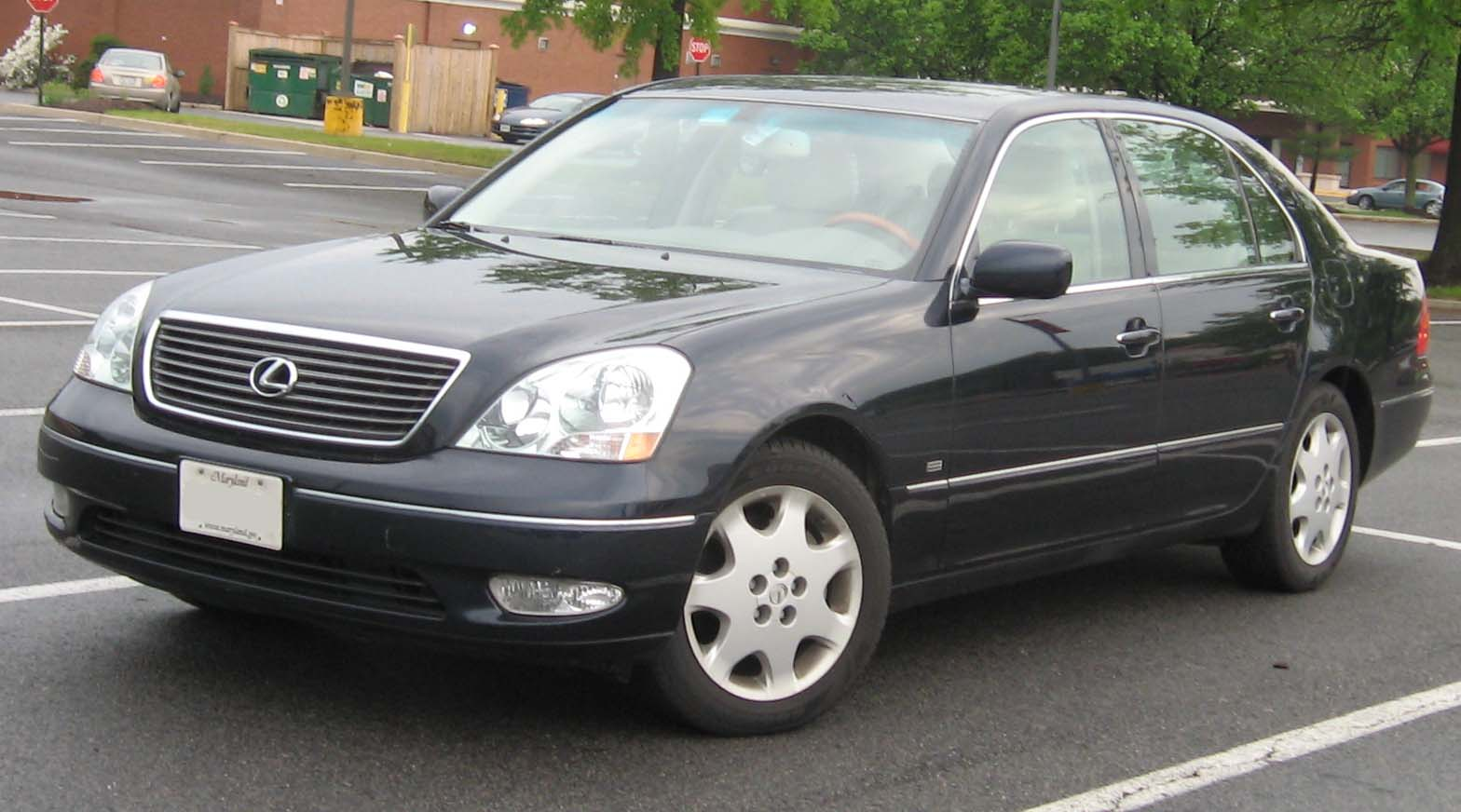
렉서스 LS(전기형) 정측면

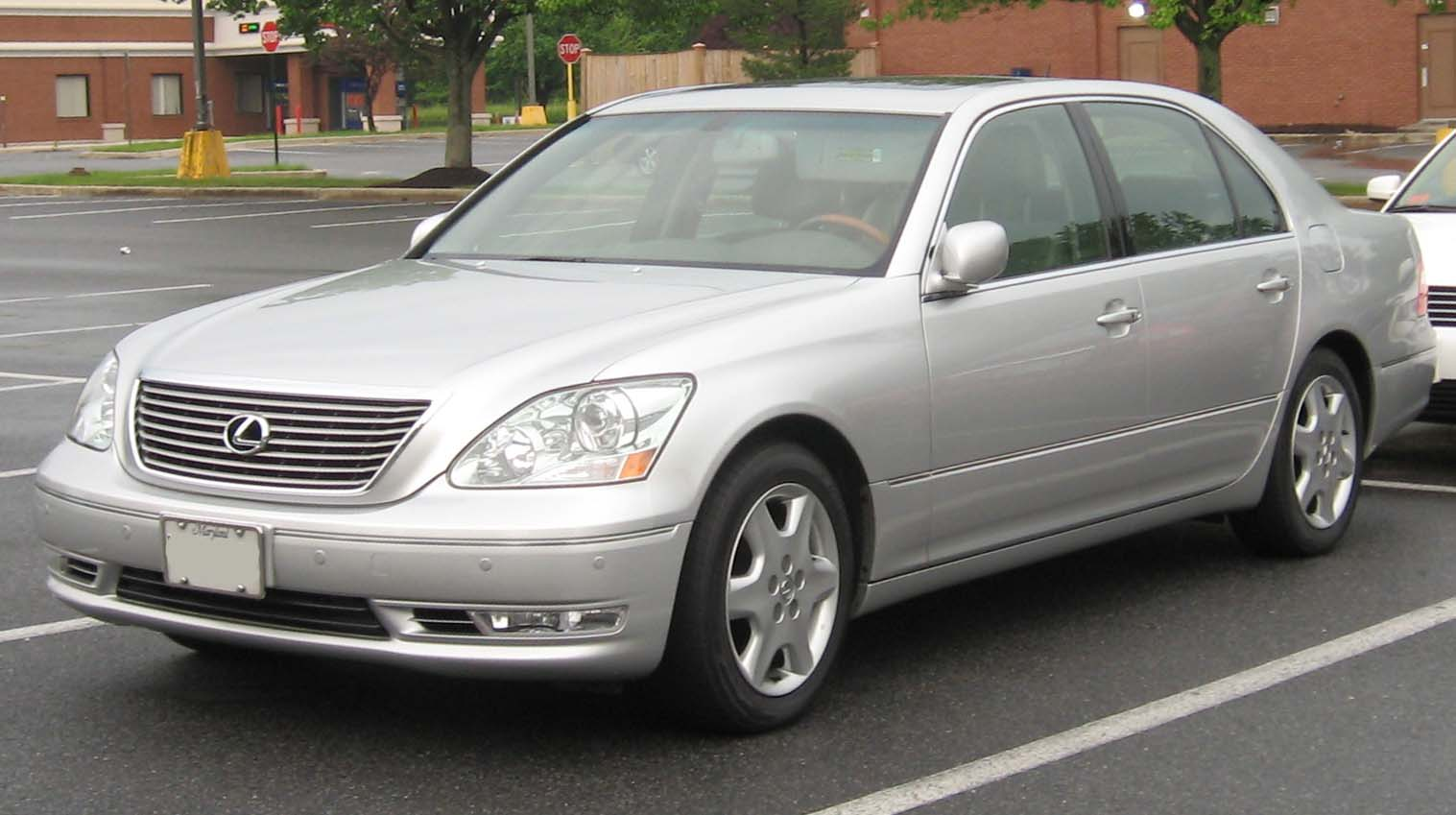
렉서스 LS(후기형) 정측면

2000년에 풀 모델 체인지를 거친 3세대는 기존의 1세대와 2세대의 V8 4,000cc 엔진 대신 293마력 V8 4,300cc 엔진을 얹어 LS430이라는 세부 트림명이 붙어졌다. 디자인 또한 기존의 1세대와 2세대의 직선 위주에서 벗어나 곡선이 가미되었고, 도어 타입도 풀 도어 타입에서 섀시가 붙은 도어, 통 유리가 적용된 뒷 창문도 분할 바가 적용된 뒷 창문으로 변경되었다. 2003년에 페이스 리프트를 거쳐 일부 디자인이 바뀌었다. 대한민국에는 2001년에 렉서스가 정식 런칭했을 때 3세대부터 수입되어 판매되기 시작했다.

## 4세대

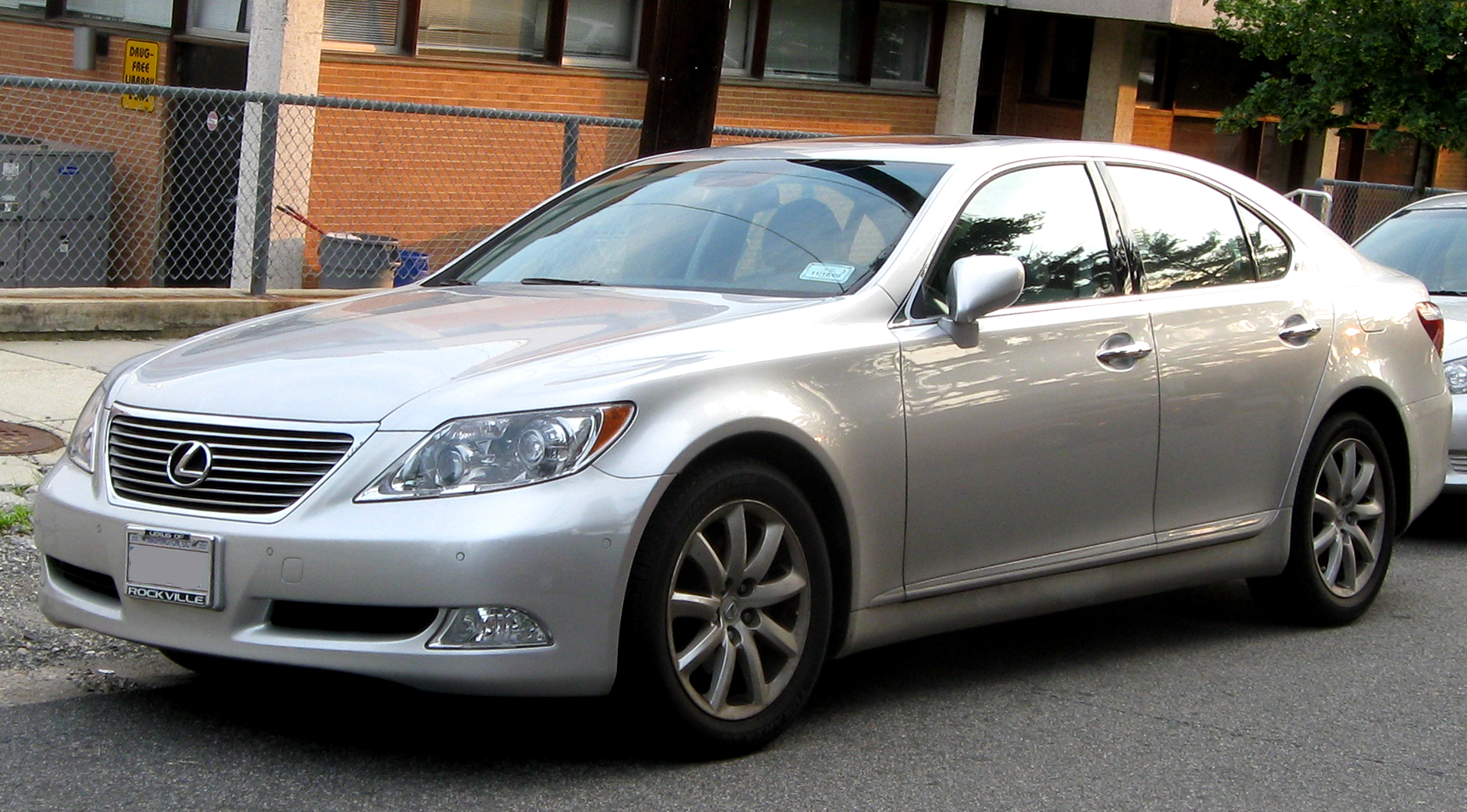
렉서스 LS(전기형) 정측면

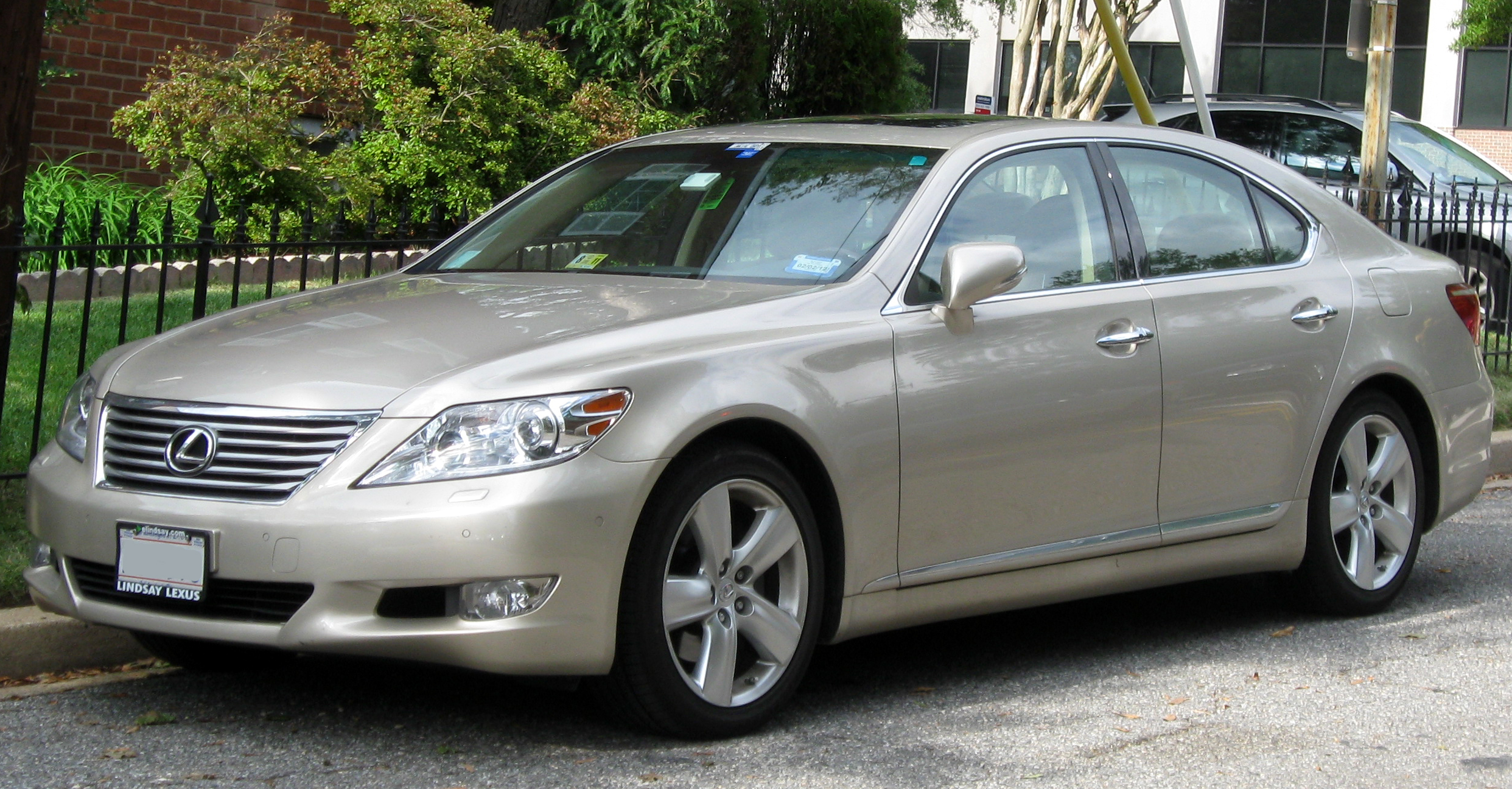
렉서스 LS(중기형) 정측면

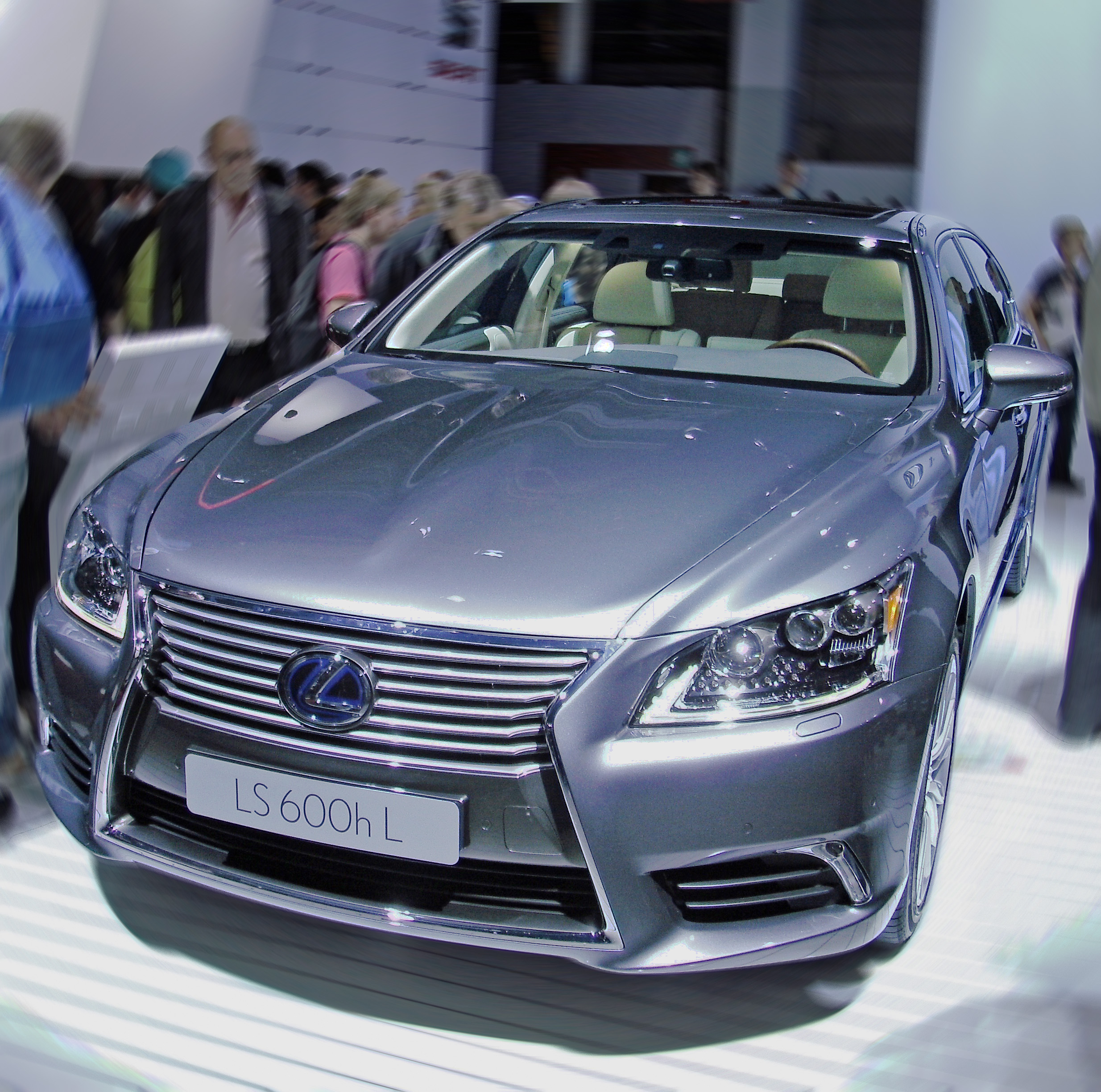
렉서스 LS(후기형) 정측면

2005년 도쿄 모터쇼에서 발표된 컨셉트 카 LF-Sh를 기반으로 2006년에 출시되었다. 2005년부터 일본에서도 렉서스가 런칭되어 4세대부터는 일본에서도 해외와 동일하게 렉서스 LS로 판매되고 있다. 3세대에 비하여 300cc 증가한 380마력 V8 4,600cc 엔진이 장착되었기 때문에 세부 트림명은 LS460이 되었다. 렉서스로는 최초의 롱 휠베이스 버전이 나왔고, 이를 뜻하는 L이 더 붙어 세부 트림명은 LS460L이다. 세계 최초로 아이신에서 만든 후륜구동형 8단 자동변속기가 적용되었고, 하이브리드에는 CVT가 적용된다. 2007년에는 V8 5,000cc 엔진을 기반으로 한 하이브리드 사양인 LS600h와 LS600hL이 출시되었고, 총 시스템 출력 445마력을 자랑한다. 2008년에는 V8 4,600cc 엔진에 4륜구동(AWD)이 추가되었다. 2009년에 라디에이터 그릴과 리어 램프의 디자인이 소폭 변경되었고, 2012년 7월에는 대폭의 페이스리프트를 거쳐 GS(4세대) 등과 같이 렉서스의 새로운 디자인 아이콘인 스핀들 그릴이 적용되어 역동적인 느낌을 더했다.
LS의 V8 4.6리터 DOHC 엔진은 직접분사(D4-S)가 장착됐으며, 이 엔진에서 D4-S를 삭제한 347마력 MPI 버전은 아랫급의 렉서스 GS460에 장착됐다. LS600hL의 V8 5.0 하이브리드 유닛은 4세대 LS가 단종된 후 CVT를 포함하여 3세대 토요타 센추리에 이식됐다.

## 5세대
2017년 1월에 디트로이트 모터쇼에서 공개되었다. 이전보다 외관은 고급스럽고 날카롭게 변했다. 실내에는 천연가죽을 많이 써 더욱 고급스럽게 꾸몄다. 같은 해 12월 24일에는 대한민국에 정식으로 출시되었다. 422마력 V6 3.5리터 DOHC 가솔린 터보 엔진 혹은 359마력 V6 3.5리터 DOHC 하이브리드 유닛이 장착된다. 422마력 V6 3.5리터 가솔린 트윈터보 엔진은 6세대 랜드크루저, 4세대 LX600과 공용한다.

## 경쟁 차량
- 메르세데스-벤츠 - S 클래스
- BMW - 7 시리즈
- 아우디 - A8
- 제네시스 - G90
- 마세라티 - 콰트로포르테